# Miriam Rodríguez
Miriam Rodríguez Gallego (Pontedeume, 30 septembre 1996) est une chanteuse espagnole.

## Biographie
Née dans la petite ville de Pontedeume en Galice, Miriam Rodríguez obtient un baccalauréat en arts du spectacle à Ferrol, puis s'installe à Madrid pour poursuivre ses études d'art dramatique et de théâtre. Elle a approché le monde du spectacle dès son plus jeune âge, en chantant dans des bars et des clubs de Galice et en jouant dans deux épisodes de la série télévisée Serramoura. En 2013, elle remporte le concours de chant Canta Ferrol. En octobre 2017, elle est annoncée comme l'une des dix-huit candidates de la neuvième saison d'Operación Triunfo, la version espagnole du format Star Academy. Elle arrive jusqu'à la finale, où elle termine troisième. La compilation reprenant ses prestations en direct dans l'émission atteint la 5e place du classement espagnol en matière d'albums.
Le 29 janvier 2018, elle participe à la sélection espagnole du Concours Eurovision de la chanson 2018 avec trois chansons : Lejos de tu piel en tant que soliste, Magia avec Agoney Hernández, et Camina avec Amaia Romero, Ana Guerra, Aitana Ocaña et Alfred García. Les morceaux se sont classés respectivement 4e, 5e et 9e sur neuf participants.
Après sa participation à Operación Triunfo, Miriam Rodríguez signe un contrat avec Universal Music. Le single de lancement de son album, Hay algo en mí, est composé en solo par Miriam Rodríguez et atteint la 23e place du classement espagnol des singles. Un deuxième single, No!, s'est classé à la 38e place. Son premier album, Cicatrices, est sorti en novembre 2018 et débute en tête du classement des albums. Il est certifié or pour les plus de 20 000 exemplaires vendus.

## Discographie

### Albums studio
- 2018 – Cicatrices

### Compilations
- 2018 – Sus canciones

### Singles
- 2018 – Mejor sin miedo
- 2018 – Camina (avec Amaia Romero, Ana Guerra, Aitana Ocaña et Alfred García)
- 2018 – Magia (avec Agoney Hernández)
- 2018 – Lejos de tu pies
- 2018 – Hay algo en mí
- 2018 – No!